# هاوبتمان
```
Hauptmann
 
هاوبتمان
 هي كلمة 
ألمانية
 تُترجم عادةً 
كقبطان
 عندما تُستخدم كضابط رتبة في 
الجيوش
 
الألمانية
 
والنمساوية
 
والسويسرية
 .
[
1
]
 بينما 
Haupt
 في اللغة الألمانية المعاصرة تعني "الرئيسي"، كان له أيضًا معنى "الرأس"، 
Hauptmann
 تترجم حرفيا إلى "رأس رجل"، والذي هو أيضا جذر اشتقاقي من كابتن: 
نقيب
 (من 
اللاتينية
 
caput
 ، 'رئيس'). وهو يعادل رتبة نقيب في 
الجيوش
 
البريطانية
 
والأمريكية
، ويصنف ضمن 
فئة أوه أف 2
 في 
الناتو
 .
```

بشكل أعم، يمكن استخدامه للدلالة على رأس أي مجموعة من الأشخاص ذات هيكل هرمي، وغالبًا ما تكون كلمة مركبة. على سبيل المثال، Feuerwehrhauptmann هو قائد لواء، في حين Räuberhauptmann يشير إلى زعيم عصابة من اللصوص.
تشمل التسميات الرسمية النمساوية والألمانية التي تتضمن الكلمة لاندسهاوبتمانو Bezirkshauptmann Burghauptmann وBerghauptmann.
في ولاية ساكسونيا خلال جمهورية فايمار، ألقاب Kreishauptmann Amtshauptmann كانوا يشيرون إلى كبار موظفي الخدمة المدنية.

## شارة الرتبة
على شرائط الكتف (لسلاح الجو والجيش) هناك ثلاث نقاط فضية (نجوم).
| هير | وفتوافا                 |
| --- | ----------------------- |
| - Hauptmann iG (الجنرال خدمة الموظفين) - هاوبتمان (مشاة ميكانيكية) - هاوبمان د (احتياطيات المشاة الميكانيكية) | - هاوبتمان (بدلة الحقل) |

## روابط خارجية
- Deutsches Wörterbuch، Hauptmann   [ رابط ميت دائم ][ رابط ميت دائم ]